# Irma Keilhack
Irma Keilhack, geb. Schweder, (* 25. Januar 1908 in Hamburg; † 3. Juni 2001 ebenda) war eine deutsche Politikerin der SPD.

## Leben und Beruf
Nach der Volksschule absolvierte Irma Keilhack eine kaufmännische Lehre. Anschließend war sie zunächst vor allem in Genossenschaftsbetrieben tätig. Ab 1929 war sie in der SPD-Landesgeschäftsstelle persönliche Referentin des Landesvorsitzenden Karl Meitmann. Nach der Machtübernahme der Nationalsozialisten 1933 wurde sie vorübergehend von der Gestapo inhaftiert. Nach ihrer Freilassung setzte sie ihre politische Arbeit illegal fort und kümmerte sich u. a. um die Finanzierung von Anwaltskosten für politisch Verfolgte. Zur Existenzsicherung verkaufte sie zunächst Haushaltswäsche und war ab 1938 zusammen mit ihrem Mann selbständig als Hausverwalterin tätig, wo sie vor allem die Immobilien emigrierter Hamburger verwaltete.
Nach dem Zweiten Weltkrieg trat Frau Keilhack bis zu ihrer Wahl in den Bundestag in die Dienste der Hamburger Jugendbehörde. Von 1974 an leitete sie die Hamburger Verbraucherzentrale, wo sie in den 1970er Jahren unter dem Titel Tips für Konsumenten den bundesweit ersten telefonischen Ansagedienst einer Verbraucherzentrale einrichtete.
Sie war seit 1935 mit dem späteren SPD-Bürgerschaftsabgeordneten Adolf Keilhack verheiratet und hatte einen Sohn. Nach ihr wurde im Mai 2017 der Irma-Keilhack-Ring in Hamburg-Rahlstedt benannt.

## Partei
Keilhack hatte bereits in der Weimarer Republik zunächst der Sozialistischen Arbeiterjugend und seit 1925 auch der SPD angehört. Sie war zeitweise Vorsitzende der Jungsozialisten in Hamburg-Hammerbrook. Ab 1945 beteiligte sie sich am Wiederaufbau der Hamburger SPD. Der Bundesparteitag 1954 wählte sie in die Programmkommission, die unter Leitung von Willi Eichler das Godesberger Programm ausarbeitete. In den 1960er Jahren gehörte sie dem Bundesvorstand der SPD an, 1946/47 und von 1966 bis 1972 auch dem Landesvorstand.

## Abgeordnete
Irma Keilhack war von 1949 bis zur Niederlegung ihres Mandates am 19. Januar 1962 Mitglied des Deutschen Bundestages. 1956 setzte sie den Bau einer Jugendherberge in Bonn aus Mitteln des Bundestages durch, um Übernachtungsmöglichkeiten für jugendliche Besucher des Parlaments zu schaffen. Ein weiteres ihrer politischen Ziele waren gesundheitlich unbedenkliche Lebensmittel. Irma Keilhack ist 1953 über die Landesliste Hamburg und sonst stets als direkt gewählte Abgeordnete des Wahlkreises Hamburg V in den Bundestag eingezogen. Sie gehörte dem Vorstand der Bundestagsfraktion an, war stellvertretendes Mitglied des Vermittlungsausschusses sowie Mitglied im Ältestenrat.
Von 1966 bis 1974 gehörte sie der Hamburgischen Bürgerschaft an.

## Öffentliche Ämter
Irma Keilhack gehörte vom 13. Dezember 1961 bis zum 22. April 1970 dem Hamburger Senat an, der sie als Präses in die Jugendbehörde und (bis zum 27. April 1966) in die Behörde für Ernährung und Landwirtschaft der Freien und Hansestadt Hamburg entsandte.